# أبو شحاتة (المنيا)
قرية أبو شحاتة  هي إحدي القرى التابعة لمركز مطاي بمحافظة المنيا في جمهورية مصر العربية. حسب إحصاءات سنة 2006، بلغ إجمالي السكان في أبو شحاتة 13314 نسمة، منهم 6914 رجل و6400 امرأة.